# Jasem Bahman
Jasem Bahman (15 de fevereiro de 1958) é um ex-futebolista profissional kuwaitiano, que atuava como goleiro.

## Carreira
Jasem Bahman fez parte do elenco da histórica Seleção Kuwaitiana de Futebol da Copa do Mundo de 1982. 